# حي بيت عاطف (صنعاء)
حي بيت عاطف هو أحد أحياء منطقة الروضة شمال العاصمة اليمنية صنعاء، بلغ تعداد سكانه 450 نسمة حسب التعداد السكاني في اليمن لعام 2004.

## حارات الحي
| الحارة               | عدد المساكن | عدد الأسر | الذكور | الأناث | الإجمالي |
| -------------------- | ----------- | --------- | ------ | ------ | -------- |
| حارة الخزوع بيت عاطف | 61          | 56        | 237    | 213    | 450      |